# Multioppia spinifera
Multioppia spinifera är en kvalsterart som beskrevs av Sandór Mahunka 1982. Multioppia spinifera ingår i släktet Multioppia och familjen Oppiidae. Inga underarter finns listade i Catalogue of Life.